# 85 Io
Io /ˈaɪ.oʊ/ (định danh hành tinh vi hình: 85 Io) là một tiểu hành tinh lớn và tối, thuộc kiểu quang phổ C, ở vành đai chính. Dường như thành phần cấu tạo của nó là cacbonat nguyên thủy. Cũng giống như tiểu hành tinh 70 Panopaea, nó di chuyển theo quỹ đạo bên trong nhóm tiểu hành tinh Eunomia, nhưng không thuộc vào nhóm này.

## Khám phá và đặt tên
Tiểu hành tinh này do C. H. F. Peters phát hiện ngày 19 tháng 9 năm 1865 và được đặt theo tên Io, một người yêu của thần Zeus trong thần thoại Hy Lạp.Io cũng là tên một vệ tinh núi lửa của Sao Mộc. Với tên gồm hai số và hai chữ, tiểu hành tinh này có tên ngắn nhất trong số tên các tiểu hành tinh.

## Quỹ đạo và đặc trưng vật lý
Io có vòng quay ngược, các điểm cực của nó hướng về một trong các hệ tọa độ hoàng đạo (β, λ) = (-45°, 105°) hoặc (-15°, 295°) với 10° không chắc chắn[1]. Tình trạng này cho một độ nghiêng trục quay là khoảng 125° hoặc 115°. Hình dạng của nó là cân đối đều đặn.
Từ lần nó che khuất một ngôi sao ngày 10 tháng 12 năm 1995, người ta đã đo đường kính của nó là 178 km [4]. Lần che khuất khác của nó (cập sao biểu kiến 13,2) trên sao 2UCAC 35694429 (cấp sao biểu kiến 13,8) diễn ra ngày 12 tháng 3 năm 2009 từ phía Đông Hoa Kỳ.
| Giao hội với mặt trời | cố định, sau đó nghịch hành | Đối lập              | Khoảng cách tối thiểu (AE) | Độ sáng tối đa (mag) | cố định, sau đó thuận |
| --------------------- | --------------------------- | -------------------- | -------------------------- | -------------------- | --------------------- |
| 27 tháng 04 năm 2004  | 31 tháng 10 năm 2004        | 23 tháng 12 năm 2004 | 1,92017 AE                 | 12,3 mag             | 11 tháng 02 năm 2005  |
| 03 tháng 08 năm 2005  | 09 tháng 01 năm 2006        | 05 tháng 03 năm 2006 | 2,14389 AE                 | 11,8 mag             | 25 tháng 04 năm 2006  |
| 17 tháng 10 năm 2006  | 26 tháng 04 năm 2007        | 09 tháng 06 năm 2007 | 1,38393 AE                 | 12,1 mag             | 26 tháng 07 năm 2007  |
| 07 tháng 03 năm 2008  | 06 tháng 10 năm 2008        | 22 tháng 11 năm 2008 | 1,61470 AE                 | 10,7 mag             | 09 tháng 01 năm 2009  |
| 08 tháng 07 năm 2009  | 17 tháng 12 năm 2009        | 12 tháng 02 năm 2010 | 2,19864 AE                 | 11,1 mag             | 03 tháng 04 năm 2010  |
| 21 tháng 09 năm 2010  | 15 tháng 03 năm 2011        | 30 tháng 04 năm 2011 | 1,68623 AE                 | 12,2 mag             | 20 tháng 06 năm 2011  |
| 07 tháng 01 năm 2012  | 31 tháng 08 năm 2012        | 12 tháng 10 năm 2012 | 1,28465 AE                 | 11,1 mag             | 19 tháng 11 năm 2012  |
| 09 tháng 06 năm 2013  | 25 tháng 11 năm 2013        | 20 tháng 01 năm 2014 | 2,13519 AE                 | 10,1 mag             | 12 tháng 03 năm 2014  |
| 29 tháng 08 năm 2014  | 10 Tháng 02 năm 2015        | 01 tháng 04 năm 2015 | 1,95222 AE                 | 12,2 mag             | 22 tháng 05 năm 2015  |
| 22 tháng 11 năm 2015  | 30 tháng 06 năm 2016        | 14 tháng 08 năm 2016 | 1,16222 AE                 | 11,6 mag             | 17 tháng 09 năm 2016  |
| 03 tháng 05 năm 2017  | 03 tháng 11 năm 2017        | 26 tháng 12 năm 2017 | 1,95048 AE                 | 10,2 mag             | 15 tháng 02 năm 2018  |
| 06 tháng 08 năm 2018  | 13 tháng 01 năm 2019        | 09 tháng 03 năm 2019 | 2,12957 AE                 | 11,8 mag             | 28 tháng 04 năm 2019  |
| 21 tháng 10 năm 2019  | 02 tháng 05 năm 2020        | 14 tháng 06 năm 2020 | 1,34977 AE                 | 12,0 mag             | 30 tháng 07 năm 2020  |